# Frank J. Lausche

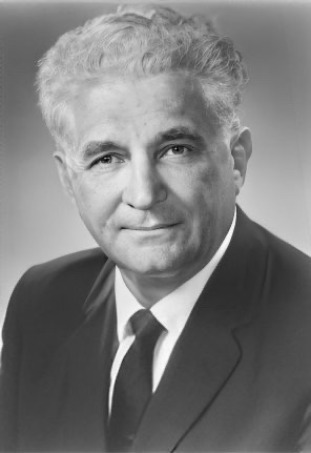
Frank J. Lausche

Frank John Lausche (* 14. November 1895 in Cleveland, Ohio; † 21. April 1990 ebenda) war ein US-amerikanischer Politiker, der den Bundesstaat Ohio im US-Senat vertrat. Außerdem war er von 1945 bis 1947 der 55. sowie zwischen 1949 und 1957 der 57. Gouverneur von Ohio.

## Frühe Jahre
Zwischen 1915 und 1916 besuchte Lausche die Central Institute Preparatory School. Während des Ersten Weltkrieges war er Leutnant in der US Army. Nach dem Krieg studierte er an der John Marshall School of Law Jura und wurde im Jahr 1920 als Rechtsanwalt zugelassen. Danach begann er in Cleveland seinen neuen Beruf auszuüben.

## Politische Laufbahn
Im Jahr 1922 kandidierte er erfolglos für einen Sitz im Repräsentantenhaus von Ohio. Seine Kandidatur für den Senat von Ohio scheiterte im Jahr 1924 ebenfalls. Zwischen 1932 und 1937 war er Richter an einem städtischen Gericht sowie von 1937 bis 1941 Richter an einem Berufungsgericht. Danach war er von 1941 bis 1944 Bürgermeister von Cleveland. 1944 wurde er als Kandidat seiner Partei zum Gouverneur seines Landes gewählt, wobei er sich mit 51,8 Prozent der Stimmen gegen den Republikaner James Garfield Stewart durchsetzte.
Lausche trat sein Amt am 8. Januar 1945 an. Zu diesem Zeitpunkt war der Zweite Weltkrieg noch in vollem Gange. Nach dem Ende des Krieges musste auch in Ohio die Industrieproduktion wieder auf den zivilen Bedarf zurückgefahren werden. Im Jahr 1946 unterlag er bei den Gouverneurswahlen dem Republikaner Thomas J. Herbert. Daraufhin musste er am 13. Januar 1947 aus seinem Amt ausscheiden. Aber weitere zwei Jahre später, im Jahr 1948, wurde Lausche gegen Herbert erneut zum Gouverneur gewählt. Nach drei Wiederwahlen konnte er zwischen dem 10. Januar 1949 und dem 3. Januar 1957 in seinem Amt verbleiben. Als Gouverneur sprach er sich gegen Gehaltserhöhungen im öffentlichen Dienst aus, was auch sein eigenes Gehalt einschloss. Stattdessen baute er das Sozialwesen aus. Er setzte sich für den Erhalt der Bodenschätze seines Staates ein und gründete eine zivile Verteidigungsorganisation in Ohio. Auch ein allgemeiner Bildungsausschuss wurde ins Leben gerufen. Außerdem wurde eine eigene Autobahnmeisterei (Turnpike System) für die teilweise gebührenpflichtigen Autobahnen gegründet. In seiner Amtszeit wurde die Verfassung Ohios geändert und die Amtszeit eines Gouverneurs von bisher zwei auf jetzt vier Jahre verlängert. Diese Änderung trat aber erst mit der Amtszeit von Gouverneur Michael DiSalle ab Januar 1959 in Kraft.
Im Herbst 1956 wurde Frank Lausche in den US-Senat gewählt. Dieses Amt trat er am 3. Januar 1957 an. Am gleichen Tag trat er als Gouverneur von Ohio zurück. Die verbleibenden elf Tage bis zum regulären Ablauf seiner Amtszeit musste Vizegouverneur John William Brown überbrücken. Zwischen 1957 und 1969 vertrat er seinen Staat im Kongress in Washington, D.C. Im Jahr 1968 war er von seiner Partei nicht mehr zur Wiederwahl nominiert worden. Das lag an seiner zunehmend konservativen Einstellung. Als er dann noch erklärte, im November 1968 für den republikanischen Präsidentschaftskandidaten Richard Nixon stimmen zu wollen, war der Bruch mit seiner Partei besiegelt. Danach hat er sich aus der Politik zurückgezogen und kein öffentliches Amt mehr angestrebt. Frank Lausche starb im Jahr 1990. Er war mit Shane Sheal verheiratet.